# Bâton de parole
 (janvier 2018).
Si vous disposez d'ouvrages ou d'articles de référence ou si vous connaissez des sites web de qualité traitant du thème abordé ici, merci de compléter l'article en donnant les références utiles à sa vérifiabilité et en les liant à la section « Notes et références ».
 (janvier 2018).
- Si vous ne connaissez pas le sujet, laissez ce bandeau (vous pouvez alors contacter les auteurs).
- Si vous supprimez le contenu mis en cause (vous pouvez préalablement contacter les auteurs),

argumentez précisément cette suppression dans la page de discussion
(un manque de référence n'est pas un argument ; une recherche réelle de référence doit avoir été effectuée, être formellement documentée).

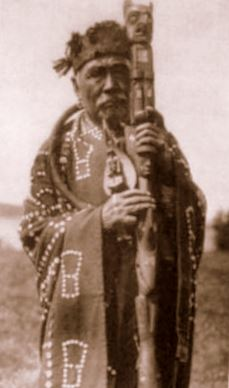
Membre du peuple amérindien Kwakwaka'wakw avec un bâton de parole.
Photo d'Edward S. Curtis.

Le bâton de parole, originaire des traditions nord-amérindiennes, est un outil servant à réguler la parole au sein d'un groupe.

## Rôle
Lors d'un conseil de la tribu, le bâton de parole est passé d'un des membres de l'assemblée à un autre, seul celui qui tient le bâton ayant droit à la parole. Ceci permet d'assurer que tous les membres du conseil seront entendus, et notamment ceux qui pourraient craindre de prendre la parole. Le conseil peut, de façon consensuelle, décider de faire passer le bâton de parole à un autre membre pour éviter que le débat ne soit dominé par les plus prolixes. D'autre part, celui qui tient le bâton peut autoriser d'autres membres du conseil à intervenir. 

## Caractéristiques

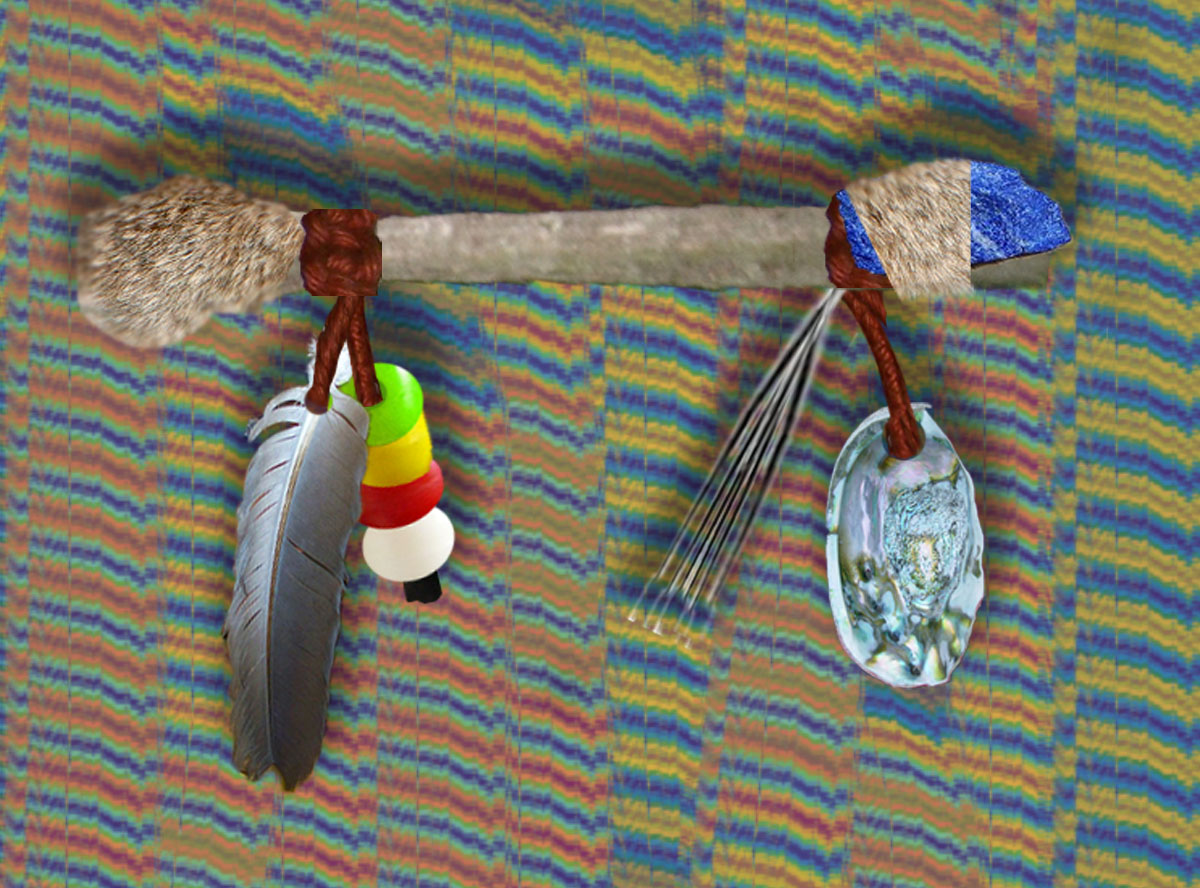
Vision d'artiste d'un bâton de parole.

Plusieurs symboles y sont associés, représentant tour à tour des aptitudes dont le porteur doit faire preuve pour être digne de prendre la parole.
- Parler avec courage et sagesse : par la plume d’aigle.
- Se montrer doux et chaleureux : par la fourrure de lapin.
- Être en lien avec le Grand Esprit : par la pierre bleue.
- Avoir conscience de l’impermanence du monde : par le coquillage irisé.
- Être en lien avec les forces de l’univers : par les pierres aux quatre couleurs des éléments, les points cardinaux.
- Parler avec pouvoir et force : par les poils de grand bison.